# Медяница
Медяница (укр. Мідяниця) — село в Каменской сельской общине Береговского района Закарпатской области Украины.
Население по переписи 2001 года составляло 846 человек. Почтовый индекс — 90122. Телефонный код — 3144. Занимает площадь 1,691 км². Код КОАТУУ — 2121980403.